# Brugherio
Brugherio é uma comuna italiana da região da Lombardia, província de Monza e Brianza, com cerca de 30.617 habitantes. Estende-se por uma área de 10 km², tendo uma densidade populacional de 3062 hab/km². Faz fronteira com Monza, Agrate Brianza, Carugate, Sesto San Giovanni, Cologno Monzese, Cernusco sul Naviglio.

## Demografia
| Variação demográfica do município entre 1861 e 2011                               |
|                                                                                   |
| Fonte: Istituto Nazionale di Statistica (ISTAT) - Elaboração gráfica da Wikipedia |